# أنطونيو سيوفي
أنطونيو سيوفي (مواليد 19 ديسمبر 2002) هو لاعب كرة قدم إيطالي محترف يلعب في نادي نابولي .

## حياته المبكره
ولد اللاعب في مادالوني في كامبانيا، ونشأ في سان فيليس أ كانسيلو، حيث بدأ لعب كرة القدم قبل الانضمام إلى أكاديمية نابولي في عام 2012.

## مسيرته الكروية
بعد تألقه في صفوف شباب نابولي، تم استدعاء أنطونيو سيوفي إلى الفريق الأول من قبل جينارو جاتوزو حيث كان قد بلغ 18 عامًا، في يناير 2021.
بعد الظهور على مقاعد البدلاء عدة مرات، ظهر لأول مرة مع نابولي في 17 يناير 2021، كبديل لقائده لورنزو إنسيني في الفوز 6-0 بالدوري الإيطالي ضد فيورنتينا.

## روابط خارجية
- أنطونيو سيوفي  على سكروي